# 京極高修

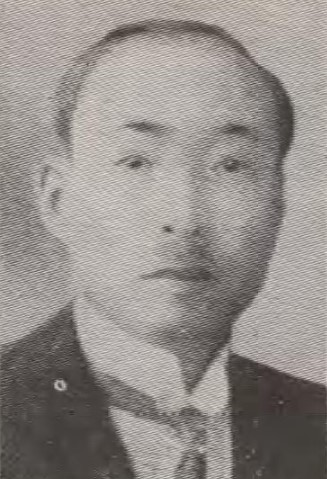
京極高修

京極 高修（きょうごく たかおさ、1891年（明治24年）4月21日 - 1967年（昭和42年）10月2日）は、大正から昭和期の政治家、華族。貴族院子爵議員。旧名・秀雄。

## 経歴
子爵・京極高徳の五男として生まれる。父の死去に伴い、1928年（昭和3年）6月15日、子爵を襲爵した。
1922年（大正11年）3月、京都帝国大学法学部政治学科を卒業した。
1935年（昭和10年）6月22日、貴族院子爵議員補欠選挙で当選し、研究会に所属して活動し1947年（昭和22年）5月2日の貴族院廃止まで2期在任した。

## 系譜
- 父：京極高徳（1858 - 1928）
- 妻：温子（はるこ、徳川昭武四女、1901 - 不明）[1]
  - 長女：秀子（1922-）- 田中穣二の妻
  - 長男：高晴（1923-2002）[1]
    - 長男妻：桃子（1927-2024）- 高木正得の三女
      - 孫：高澄（1949-）
      - 孫：高洋（1952-2012）

  - 次女：寿実子（1926-）- 川越敬の妻
  - 三女：千代子（1929-）- 須見裕の妻
  - 四女：貴子（1935-）- 相羽忠敏の妻